# Poa bigelovii
Poa bigelovii es una especie botánica de pastos de la subfamilia Pooideae. Es originaria del sudoeste de los Estados Unidos y noroeste de México, donde crece en lugares con sombra en el desierto y el hábitat de la meseta.

## Descripción
Es una planta anual con panojas que crece en pequeños grupos, alcanzando un tamaño de hasta 40 centímetros de altura. La inflorescencia es angosta, compacta con espiguillas velludas. Las espiguillas tienen a veces un mechón de pelos rizados o fibras en forma de telaraña cerca de sus bases.

## Taxonomía
Poa bigelovii fue descrita por Vasey & Scribn. y publicado en A Descriptive Catalogue of the Grasses of the United States 81. 1885.
Etimología
Poa: nombre genérico derivado del griego poa = (hierba, sobre todo como forraje).
bigelovii: epíteto
Sinonimia
- Poa annua var. stricta Vasey basónimo [3]